# Globasnica
Globasnica (nemško Globasnitz) je občina na avstrijskem Koroškem v okraju Velikovec blizu meje s Slovenijo.
V Globasnici živi 1645 ljudi, med njimi 683 (42.1 %) slovensko govorečih. Leta 1991 je bilo 52 % Koroških Slovencev, leta 1971 75,9 %, leta 1951 pa 89,7 %. Okolico so poselili že Kelti.

## Lega
Globasnica leži med južnim delom Podjunske doline in Karavankami, približno 7 km zračne črte od meje s Slovenijo. Skozi naselje teče potok Globasnica (tudi Globaška reka, nem. Globasnitzbach).
Sestavljajo jo štiri katastrske občine: Globasnica (Globasnitz), Večna vas (Wackendorf), Podjuna (Jaunstein) in Šteben (St. Stefan).

## Naselja
V območju občine leži deset vasi (število prebivalcev stanje 31. oktober 2011):
|                       | Št. preb. 2011 | Delež Slovencev 1991 | Delež Slovencev 1961 |
| --------------------- | -------------- | -------------------- | -------------------- |
| Globasnica/Globasnitz | 293            | 42,4 %               | 81,7 %               |
| Podjuna/Jaunstein     | 154            | 69,4 %               | 90,5 %               |
| Mala vas/Kleindorf    | 242            | 58,3 %               | 81,3 %               |
| Podroje/Podrain       | 96             | ?                    | ?                    |
| Šteben/St. Stefan     | 250            | 52,9 %               | 80,5 %               |
| Slovenje/Slovenjach   | 12             | 23,1 %               | 70,6 %               |
| Strpna vas/Traundorf  | 300            | 46,3 %               | 76,6 %               |
| Čepiče/Tschepitschach | 81             | 42,6 %               | 53,6 %               |
| Podgora/Unterbergen   | 43             | 54,8 %               | 100 %                |
| Večna vas/Wackendorf  | 145            | 58,0 %               | 100,0 %              |

Po popisu prebivalstva iz leta 2001, je imela občina 1645 prebivalcev, od katerih je 98,2% avstrijskih državljanov. 54,2% je nemško govorečih in 42,1% slovensko govoreča manjšina. Globasnica spada v slovensko narečno področje Podjune, ki je narečje slovenska narečna skupine Koroške. 
Kristjanov je 96,0% prebivalstva, protestantov in islamistov je 0,7%. Brez verskih prepričanj 1,7%. 
Dvojezična župnija "Globasnitz / Globasnica" spada pod dvojezično dekanijo Eberndorf / Dobrla vas. 

## Zgodovina
Kelti so verjetno naseljevali območje hriba Sveta Hema (tudi Junska gora) (nem.: Hemmaberg) v občini Globasnica. To naj bi bil kraj čaščenja posvečen bogu Jovenat. Na hribu so ostanki velike poznoantične naselbine z več zgodnjekrščanskimi cerkvami. Vrh hriba je bil poseljen že v prazgodovinskih obdobjih.
V času rimskega Norika 15 let pred našim štetjem je nastalo, v času vladavine rimskega cesarja Klavdija, naselje v dolini. Arheološke najdbe kažejo na vojaško taborišče in pomen oskrbne postaje na rimski cesti iz Virunuma (blizu Gospe Svete - Maria Saal) proti Celeii (Celje) nad prelazom Luža (Luschasattel). Center naselja na območju današnjega kraja Globasnica je bil imenovan Iuenna, ki izhaja iz imena "Jauntal". Iuenna je pripadala urbanemu območju Virunum. Na zahodu in vzhodu sodobnega naselja so antični grobovi. Najdbe so razstavljene v muzeju v središču kraja. To so vzhodno rimsko steklo, grška keramika, rimski vino, dragoceni tekstil in nakit ali rimski mozaiki. Rimljani in Kelti so častili iste bogove.
Funkcija naselja kot vojaškega oporišča in oskrbne postaje, kot tudi trgovske poti do vzhodnega rimskega cesarstva je ostala nedotaknjena tudi pod vizigotskim kraljem Teodorikom. Tekom četrtega stoletja je bilo območje pod vplivom Arijanstva (krščanski verski nauk škofa Arija iz Aleksandrije). Na Junski gori sta bili skoraj istočasno zgrajeni dve zgodnje krščanski cerkvi, ki so ju izkopali arheologi in našli nekatere bogato okrašene z mozaiki v rimskem slogu.
Po invaziji Slovanov v pozni antiki v letu 500 je trgovska pot izginila. Del prebivalstva se je verjetno umaknil nazaj na Junsko goro. Za ostanki slovanskega prebivalstva so se pojavili pozneje Slovenci, čeprav so gotovo obstajale tudi določene oblike kulturne kontinuitete. Ob popisu leta 1910 se je 1264 ljudi izreklo za slovenski jezik in 21 ljudi za nemški kot pogovorni jezik. Na začetku prve avstrijske republike je bila Globasnica sedež slovenske župnije.
Ime Globasnica je bilo prvič dokumentirano v letih 1143-1163, ko se omenja kot Globasinvilla. Cerkev je bila prvič omenjena leta 1265, kot župnijska pa leta 1296.
Vaška skupnost Globasnica je bila ustanovljena leta 1850 in je bila 1865-1876 priključen občini Dobrla vas (Eberndorf). Po strukturnih reformah v letu 1973, je bilo območje občine Globasnica razdeljeno med dele sosednjih občin Dobrla vas (Eberndorf), Žitara vas (Sittersdorf) in Bistrica pri Pliberku (Feistritz ob Bleiburg). 

## Znamenitosti
- Sveta Hema (tudi Junska gora) (nem.: Hemmaberg)
  - Izkopanine pet zgodnjih krščanskih cerkva
  - Svetišče sv. Heme in Doroteje
  - Rozalska jama/Rosaliengrotte z zdravilnim izvirom -  v kapeli stoji kip Svete Rozalije, avtorja kiparja Suitberta Lobisserja;
- Arheološki muzej Hemmaberg / Juenna
- Grobno polje Globasnica Vzhod - Ostrogotsko grobišče iz časa migracij in izkopanine zgodnje krščanske cerkve
- Cerkev Marijinega vnebovzetja - romansko-gotska cerkev s poslikavami iz 14./15.stoletja in rimski reliefi. Na pokopališču mrliška svetilka (poznogotski svetilnik) in kostnica iz začetka 16. stoletja.
- Cerkev sv. Štefana pod Feuersberg
- "Grad" Elberstein v Globasnici je zgradil leta 1970 mizar in rezbar Johann Elbe in je občasno odprt za javnost.[8]
- Na grebenu proti Junski gori so vidni ostanki nekdanjega gradu Feuersberg.